# Collbató
Collbató es un municipio de Cataluña, el más septentrional de la comarca del Bajo Llobregat. Pertenece a la provincia de Barcelona, España.

## Geografía
Integrado en la comarca del Bajo Llobregat, se sitúa a 47 kilómetros de la capital catalana. El término municipal está atravesado por la autovía del Nordeste A-2 entre los pK 574 y 576, además de por la carretera local B-112, que se dirige hacia Monistrol de Montserrat, y por la carretera autonómica C-55, que une Manresa con Abrera. 
El relieve del municipio está caracterizado por la presencia del macizo de Montserrat y el Parque Natural de la Montaña de Montserrat, encontrándose el pueblo en una zona más llana situada al sur del mismo, en el valle formado por la riera de Can Dalmases. El territorio llega por el sur hasta la sierra de Fosalba, que incluye el pico Dolcet (419 metros), en el límite con Els Hostalets de Pierola. El río Llobregat y su cuenca marcan el límite natural por el noreste. El término municipal llega por el norte hasta las cercanías de la cima de Sant Jeroni (1224 metros) y el recinto del santuario de Montserrat. La altitud oscila entre los 1150 metros al norte, en pleno macizo de Montserrat, y los 120 metros al noreste, a orillas del río Llobregat. El pueblo se alza a 439 metros sobre el nivel del mar. 
| Noroeste: El Bruc                  | Norte: Monistrol de Montserrat | Noreste: Esparreguera |
| Oeste: El Bruc                     |                                | Este: Esparreguera    |
| Suroeste: Els Hostalets de Pierola | Sur: Els Hostalets de Pierola  | Sureste: Esparreguera |

## Símbolos
El escudo de Collbató se define por el siguiente blasón:
«Escudo losanjado cortado: 1º de azur, una tiara de argén coronada y cruzada de oro con las ínfulas de argén franjadas de oro; la filiera de oro; 2º de gules, un monte de 7 peñas de oro cimado de una sierra también de oro. Por timbre una corona mural de pueblo.»

## Demografía
Collbató cuenta con una población de 4849 habitantes (INE 2024).
| Gráfica de evolución demográfica de Collbató entre 1842 y 2021                                                        |
| |
| Población de derecho según los censos de población del INE. Población de hecho según los censos de población del INE. |

## Cultura

### Fiestas
- 16 de septiembre: Fiesta patronal: San Cornelio

## Personas destacadas
- Amadeo Vives Roig, compositor, famoso entre otras obras por: Maruxa, Bohemios y Doña Francisquita.[3]